# Delray Beach Open 2020
Delray Beach Open 2020 var den 28:e upplagan av Delray Beach Open, en tennisturnering i Delray Beach, USA. Turneringen var en del av 250 Series på ATP-touren 2020 och spelades på hard court mellan den 17–23 februari 2020.

## Mästare

### Singel
- Reilly Opelka besegrade  Yoshihito Nishioka, 7–5, 6–7(4–7), 6–2

### Dubbel
- Bob Bryan /  Mike Bryan besegrade  Luke Bambridge /  Ben McLachlan, 3–6, 7–5, [10–5]